# سمولاینه
سمولاینه (به لهستانی:  Smolajny) یک روستا در لهستان است که در گمینا دوبره میاستو واقع شده‌است. سمولاینه ۷۲۰ نفر جمعیت دارد.